# Monica Lochner-Fischer
Monica Lochner-Fischer (geb. Nothhaft, * 27. Juni 1952 in München; † 3. August 2012 ebenda) war eine deutsche Politikerin (SPD). Sie war von 1991 bis 2008 Abgeordnete im Bayerischen Landtag.

## Leben
Monica Lochner-Fischer wuchs wegen der Berufstätigkeit der Eltern bei ihrer Großmutter im Landkreis Riedenburg auf. Sie besuchte die Volksschule in München und danach absolvierte sie eine Ausbildung zur Technischen Zeichnerin (Spezialgebiet Heizung/Lüftung/Sanitär) in einem Münchner Großbetrieb der Baubranche. Bereits dort engagierte sie sich politisch und wurde Klassensprecherin in der Berufsschule. Zudem trat sie in die IG Metall ein. Sie arbeitete in einem Industriebetrieb und mittelständischen Unternehmen sowie in einem Architekturbüro. Im Anschluss war sie wegen Betriebsauflösung zwei Jahre arbeitslos. Es folgte eine Weiterbildung zur Organisationsprogrammiererin. Danach arbeitete sie als Programmiererin bis zu ihrer Wahl ins Landesparlament. 
Neben ihrem parteipolitischen Engagement war sie bei mehreren Frauen- und Sozialverbänden sowie Friedensinitiativen aktiv. Sie war verheiratet und hatte ein Kind aus erster Ehe. Sie erlag im August 2012 ihrem jahrelangen Krebsleiden.

### Politik
Monica Lochner-Fischer trat im Jahr 1969 in die SPD ein und übernahm verschiedene Funktionen bei den Jungsozialisten und der SPD. Sie war von 1994 bis zum 15. Juli 2006 die Bayerische Landesvorsitzende der Arbeitsgemeinschaft sozialdemokratischer Frauen (AsF) und in dieser Funktion Mitglied im Landesvorstand ihrer Partei. Sie gab ihre Funktion innerhalb der AsF wegen gesundheitlicher Gründe auf. Zudem war sie Mitglied des Präsidiums der bayerischen SPD. 
Am 16. Juli 1991 rückte sie für den in Germering zum Bürgermeister gewählten Peter Braun über die Wahlkreisliste Oberbayern in den Bayerischen Landtag nach. 1994 gewann sie das Direktmandat im Stimmkreis München-Schwabing. 1998 und 2003 wurde sie jeweils über die Wahlkreisliste wiedergewählt. Zur Landtagswahl in Bayern 2008 stand sie nicht mehr zur Wahl.

## Auszeichnungen und Ehrungen
- 2007: Bayerische Verfassungsmedaille in Silber
- 2008: Bayerischer Verdienstorden
- 2023: Im Münchner Stadtbezirk Schwabing-Freimann wird die Monica-Lochner-Fischer-Straße nach ihr benannt